# Euoplos zorodes
Euoplos zorodes là một loài nhện trong họ Idiopidae.
Loài này thuộc chi Euoplos. Euoplos zorodes được William Joseph Rainbow & Pulleine miêu tả năm 1918.